# Kotuci
Kotuci (bułg. Котуци) – wieś w Bułgarii, w obwodzie Wielkie Tyrnowo, w gminie Elena. W 2024 roku liczyła jedynie 1 mieszkańca.